# Guillaume de Bray
Guillaume de Bray (zm. 29 kwietnia 1282) – francuski duchowny i uczony.

## Życiorys
W młodości uzyskał tytuł mistrza teologii i został dziekanem kapituły w Laon i archidiakonem Reims. Zyskał sławę jako matematyk, jurysta i poeta. Papież Urban IV mianował go kardynałem prezbiterem S. Marci w 1262. Należał do frakcji andegaweńskiej wśród kardynałów. Od 1272 roku sprawował funkcję kamerlinga Św. Kolegium. Zmarł w Orvieto.